# Bartolomé Salvá-Vidal
Bartolomé Salvá-Vidal (también conocido como Tomeu Salvá) es un tenista profesional nacido el 20 de noviembre de 1986 en Mallorca, España.
Ha conseguido disputar 2 finales profesionales de la ATP, en dobles. Ha vencido en 5 torneos future y disputado otras 5 finales.

## Títulos (0)

### Clasificación en torneos del Grand Slam
| Torneo             | 2008 | 2007 | 2006 | 2005 | Títulos |
| ------------------ | ---- | ---- | ---- | ---- | ------- |
| Australian Open    | -    | -    | -    | -    | 0       |
| Roland Garros      | -    | -    | -    | -    | 0       |
| Wimbledon          | -    | -    | -    | -    | 0       |
| US Open            | -    | -    | -    | -    | 0       |
| Tennis Masters Cup | -    | -    | -    | -    | 0       |

### Finalista en dobles (2)
- 2007: Chennai (junto a Rafael Nadal pierden ante Xavier Malisse y Dick Norman).
- 2007: Barcelona (junto a Rafael Nadal pierden ante Andrei Pavel y Alexander Waske).[1]